# Viscontea di Àger

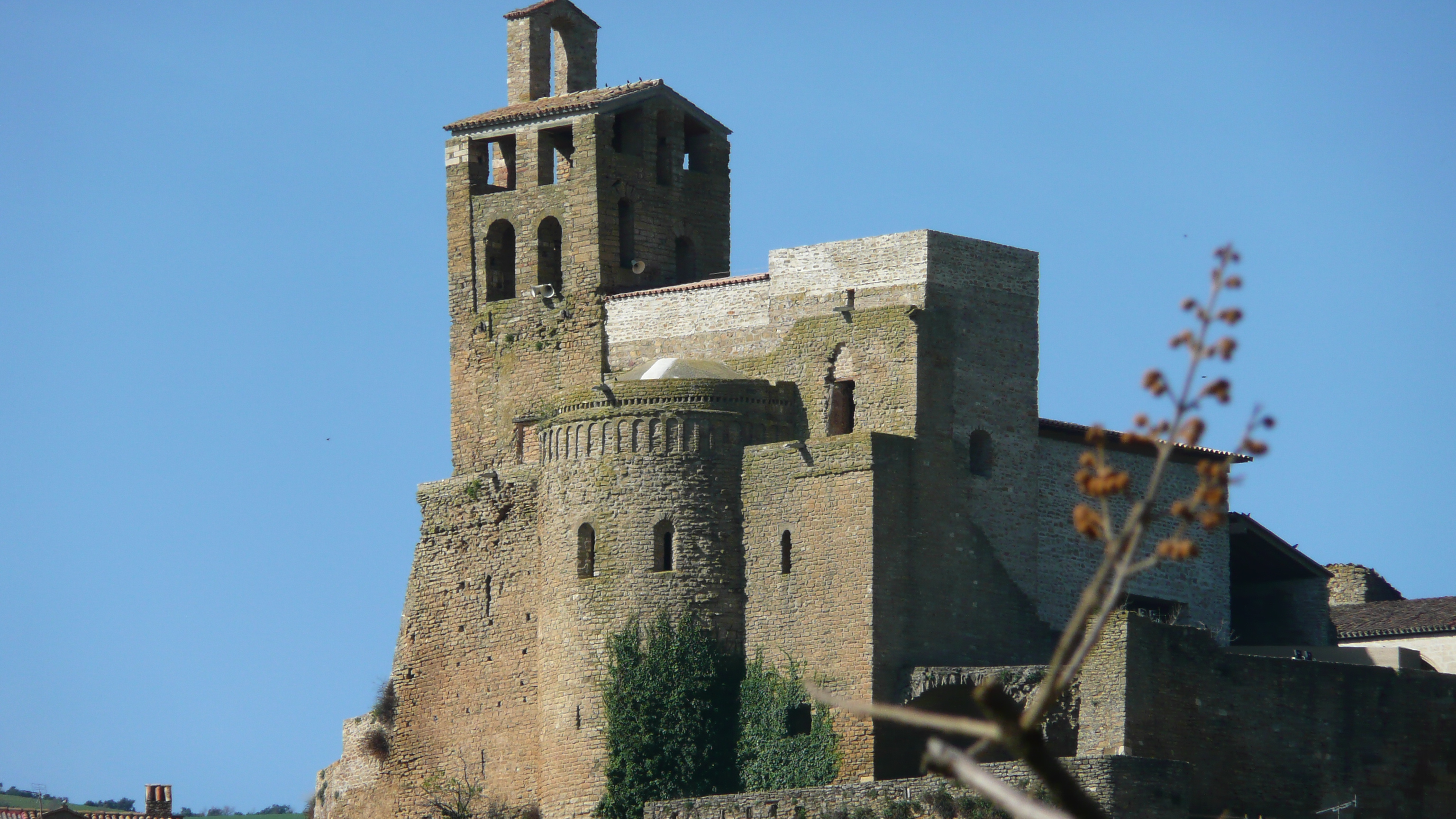
Il castello di Àger

La viscontea di Àger (in catalano Vescomtat d'Àger) era una giurisdizione feudale collegata alla contea di Urgell formata nel 1094. 

## La conquista
La conquista definitiva di Àger da parte del signore di Tost, Arnau Mir, (con l'approvazione e l'aiuto del conte di Urgell Ermengol III e del conte di Barcellona Ramon Berenguer I) avvenne tra gli anni 1034 - 1048. In precedenza aveva tentato l'impresa nel 1030, ma i saraceni recuperarono il castello poco dopo. Da allora Arnau Mir fu nominato visconte, consolidando il suo potere e i suoi possedimenti come feudatario di Urgell.
Nel 1094, quando i nobili catalani si stavano preparando per la conquista di Balaguer più a sud, Àger divenne il centro della nuova viscontea del Basso Urgell (vescomtat del Baix Urgell). Questa viscontea fu data dunque a Guerau II Visconte di Girona, nipote di Arnau Mir, Signore di Tost. Nel suo testamento, redatto nel 1132, questo visconte si definisce già visconte di Àger.